# 후지와라노 긴스에
후지와라노 긴스에(일본어: 藤原 公季 ふじわら の きんすえ[*])는 헤이안 시대 중기의 공경이다. 후지와라 북가, 우대신 모로스케의 12남이다. 관위는 종1위 태정대신, 증정1위이다. 간인대신이라는 호가 있다. 한풍시호는 인의공(仁義公), 국공은 가이공(甲斐公)이다. 간인류의 시조이다.

## 약력
스자쿠ㆍ무라카미 두 천황의 동복누나 코우시/야스코 내친왕이 어머니이다. 아명은 宮雄君이다. 생후 얼마 지나지 않아 어머니가 돌아가셨기 때문에, 어릴때는 누나 중궁 야스코/안시의 손에서 궁중에서 길러졌다. 삼존인 무라카미 천황에게서도 매우 귀여움을 받아, 항상 천황의 가까이서 모시고, 친왕과 마찬가지로 양육되었지만, 식사대 (교반)의 높이만큼은 한 치 (약 3cm) 낮은 것을 사용해 친왕과는 구별되었다. 그러나, 궁중에서 황자나 다름 없는 행동을 하는 킨스에에게 당시 황자였던 엔유 천황이 탄식했다고 한다.
레이제이 조정 초기인, 고호 4년 (967년)에 원복해, 정5위하에 직서된다. 엔유 조정 초기인, 덴로쿠 원년 (970년)에, 종4위하 시종에 서임되었고, 덴엔 3년 (975년)에 종4위상, 덴엔 4년 (976년)에 정4위하 좌근위중장으로 순조롭게 승진해, 덴겐 4년 (981년)에 종3위, 덴겐 6년 (983년)에 참의와 20대 중반에 공경에 오른다. 의정관 옆에서 시종을 겸하고, 에이간 3년 (985년)에는 정3위에 올랐다.
간나 2년 (986년), 이치조 천황의 즉위에 따라, 곤츄나곤으로 승진하고, 황태자 오키사다 친왕의 춘궁권대부 (훗날 춘궁대부)를 맡는다. 초토쿠 원년 (995년), 전염병의 창궐 등으로 관백 후지와라노 미치타카를 비롯하여 다이나곤 이상의 대관 6명이 죽었기 때문에, 킨스에는 다이나곤으로 승진하였고, 게다가, 초토쿠 2년 (996년)에는 쵸토쿠의 변이 발생하여, 내대신 코레치카가 실각하였기 때문에, 이듬해 초토쿠 3년 (997년)에 킨스에는 그 후임으로 내대신에 서임되었다. 이치조, 산조의 양 조정을 통해, 20년의 긴 시간동안 내대신의 임무를 맡아 후지와라노 미치나가 정권을 지탱한다. 한편, 딸 기시/요시코를 이치조 천황의 코기덴 뇨고로 입내시켜 후궁 대책을 추진하였으나, 황자녀를 얻지 못하고 실패로 끝났다. 말년에는 손자 후지와라노 킨나리를 양자로 삼하, 특별히 눈여겨보았고, 내전으로의 진입ㆍ퇴출은 반드시 킨나리와 함께 했다. 초와 4년 (1015년)에는 아들 사네나리를 곤츄나곤으로 승진시키기 위해 킨스에는 좌근위대장직을 사임했다. 
고이치조 조정 초기인 간닌 원년 (1017년)에 우대신에 취임해 황태제 아츠나가 친왕의 동궁전도 겸한다. 간닌 5년 (1021년), 좌대신 후지와라노 아키미츠의 치사에 따른 인사이동도 있어, 킨스에는 종1위 태정대신에 이르렀다.
초겐 2년 (1029년) 10월 17일에 향년 74세의 나이로 사망하였다. 최종 관위는 태정대신 종1위, 사후, 정1위로 추증되어, 카이국에 봉해지고, 인의공이라는 시호를 받았다.

## 관직 이력
『공경보임』에 따른다.
- 고호 4년 (967년) 10월 17일：원복, 정5위하 (직서)
- 덴로쿠 원년 (970년) 11월 24일：종4위하. 12월 20일：시종
- 덴엔 3년 (975년) 1월 7일：종4위상
- 덴엔 4년 (976년) 1월 7일：정4위하. 12월 22일：좌근위중장
- 조겐 2년 (977년) 1월 28일：겸 비젠노카미
- 덴겐 4년 (981년) 1월 7일：종3위, 좌중장여원. 1월 29일：비젠노카미를 그만둠?. 10월 16일：겸 하리마노곤카미
- 덴겐 6년 (983년) 12월 13일：참의, 중장권수를 그만둠
- 에이간 2년 (984년) 2월 1일：겸 하리마노곤카미. 10월 30일：시종
- 에이간 3년 (985년) 10월 15일：겸 오미노카미. 11월 20일：정3위 (초 타다키요)
- 간나 2년 (986년) 7월 ：겸 춘궁 권대부 (춘궁 오키사다 친왕). 7월 20일：곤츄나곤
- 에이소 원년 (989년) 7월 13일：겸 춘궁 대부
- 쇼랴쿠 2년 (991년) 9월 7일：츄나곤
- 초토쿠 원년 (995년) 6월 19일：다이나곤, 대부여원
- 초토쿠 2년 (996년) 8월 5일：겸 안찰사. 9월 8일：겸 좌근위대장
- 초토쿠 3년 (997년) 7월 5일：우대신. 7월 9일：대장여원
- 초토쿠 5년 (999년) 1월 7일：종2위 (대신로)
- 초호 3년 (1001년) 10월 10일：정2위 (임시)
- 초와 4년 (1015년) 10월 27일：대장직을 사퇴하다 (아들 사네나리향 신임 곤츄나곤)
- 간닌 원년 (1017년) 3월 4일：우대신. 3월 23일：량차를 쓰는 것을 청하다. 8월 9일：겸 동궁전 (동궁 아츠나가 친왕)
- 간닌 5년 (1021년) 1월 7일：종1위. 7월 25일：태정대신
- 지안 2년 (1022년) 7월 14일：수종 8명과 좌우근위 4명을 하사받음
- 초겐 2년 (1029년) 10월 17일：사망. 10월 22일：증정1위, 카이국에 봉해짐, 시호 인의공

## 계보
- 아버지 : 후지와라노 모로스케
- 어머니 : 야스코/코우시 내친왕 (다이고 천황의 14황녀)
- 아내 : 아리아키라 친왕의 딸
  - 장녀 : 후지와라노 기시/요시코  (974년 - 1053년) - 이치조 천황의 뇨고
  - 장남 : 후지와라노 사네나리 (975년 - 1044년)
  - 차남 : 뇨겐 (977년 - 1021년) - 엔랴쿠지 소승도
- 생모 불명의 자녀
  - 아들 : 후지와라노 치카카타
  - 아들 : 신가쿠 (1011년 - 1084년) - 도다이지 별당
- 양자녀
  - 양자 : 후지와라노 킨나리 (999년 - 1043년) - 후지와라노 사네나리의 아들

만년의 그가 특별히 눈여겨본 적손 킨나리는 생전의 벼슬은 츄나곤에 머물렀지만, 사후 그의 딸 모시/시게코 (후지와라노 요시노부의 양녀)가 낳은 황자가 즉위 (시라카와 천황)하자, 할아버지가 이루지 못한 사업을 완성했다. 이후, 시라카와 천황을 비롯하여 인세이 기간에는 칸인가의 여자 소생의 황자에서 다수의 천황 (도바ㆍ스토쿠ㆍ고시라카와)를 배출하였기 때문에, 킨스에의 후손들은 번창하여 셋칸류에 이은 지위를 차지하였다. 후지와라노 후유츠구의 저택이었던 칸인전을 전령하여 거주한 곳으로, 킨스에는 칸인대신이라는 별칭이 있어, 그 자손은 칸인류라고 불리지만, 킨나리의 자손 (킨스에의 5대손)에 해당하는 곤다이나곤 킨자네의 3남에 의해 분립한 산죠ㆍ사이온지ㆍ토쿠다이지의 3청화가를 필두로, 이 계통의 공가는 당상가로 25개 가가 존재하고 있다.